# Elvis (film din 1979)
Elvis  este un film american TV biografic din 1979 regizat de John Carpenter. Rolurile principale au fost interpretate de actorii Kurt Russell ca Elvis Presley și Season Hubley ca Priscilla Presley.

## Distribuție
- Kurt Russell (cu cântărețul de country Ronnie McDowell care a interpretat câteva fragmente) ... Elvis Presley
- Shelley Winters ... Gladys Presley
- Season Hubley ... Priscilla Presley
- Bing Russell ... Vernon Presley
- Robert Gray ... Red West
- Pat Hingle ... Colonel Tom Parker
- Melody Anderson ... Bonnie
- Charles Cyphers ... Sam Phillips
- Ellen Travolta ... Marion Keisker
- Will Jordan ... Ed Sullivan
- Joe Mantegna ... Joe Esposito
- Peter Hobbs ... Jim Denny
- Ed Begley Jr. ... D J Fontana
- James Canning ... Scotty Moore
- Elliott Street ... Bill Black
- Charlie Hodge ... Rolul său